# 井上晴美
井上 晴美（いのうえ はるみ、1974年9月23日 - ）は、日本のタレント、女優。本名：北村 仁絵（きたむら きみえ）。株式会社スピーディ所属。熊本県出身。東京都立新宿山吹高等学校卒業。実弟は元俳優の北村栄基。

## 経歴
高校生時代にはインターハイに水泳で出場したことがある。
1991年、桜っ子クラブさくら組の一員でアイドルとしてデビューする。デビュー後には巨乳タレントブームの中におり、乳房に1億円の保険をかけたことで話題となった。
1999年に幻冬舎のポスターモデルとして出演した際、スキンヘッドとヌードで広告を飾り話題を呼んだ。なお、この時、乳房は腕で隠していた。これは、幻冬舎の見城徹社長のアイデアで、井上も面白いと感じたことから実現したという。同年、ヘアヌード写真集『LIVE』を出版した。
2006年夏には、『ROCK MUSICAL BLEACH』で弟の北村と初共演を果たした。
現在はバラエティ番組出演を中心に活動。

### 私生活
2005年9月17日、留学先のカナダで知り合った同じ歳のメキシコ人と結婚した。2007年6月3日に第1子となる男児を、2009年11月19日に第2子となる女児を出産した。2011年5月14日、自身のブログにて第3子の妊娠を報告、同年8月25日に出産した。2024年に離婚。
第一子の誕生をきっかけに長野県に移住、その後第三子出産を機に故郷の熊本県に戻り、現在は故郷の熊本県在住。2016年4月16日未明の熊本地震によって自宅が全壊するなどの被害を受けた。熊本地震での被災の際は状況をブログに綴ったところ、心無い人々から多くの誹謗中傷が寄せられるなどの被害もあった、この事に関して井上は自らが発信した状況が他の人と比べて有意義な情報でなく、人のためになっていないと判断されたからではないかと分析している。
2024年、離婚したことを発表。

## 出演

### テレビドラマ
- 東京ラブホテルストーリー（1991年、TBS系） - 主演
- 映画みたいな恋したい（1992年、テレビ東京系）
- ボクたちのドラマシリーズ お願いダーリン!（1993年、フジテレビ系） - 西寺陽子 役
- 湘南女子寮物語 （1993年、テレビ朝日系） - 坂本千佳 役
- スチュワーデスの恋人（1994年、TBS系） - 鈴木薫 役
- 土曜ワイド劇場 「探偵事務所」シリーズ（1994年 - 1999年、テレビ朝日系） - 浅田麻衣 役
- 最高の片想い（1995年、フジテレビ系） - 柴田操 役
- 正義は勝つ（1995年、フジテレビ系） - 塚田直子 役
- オンリー・ユー〜愛されて〜（1996年、讀賣テレビ･日本テレビ系） - 真柴今日子 役
- 君と出逢ってから（1996年、TBS系） - 上田弘美 役
- ナースのお仕事 シリーズ（2まで）（1996年・1997年、フジテレビ系） - 福山夕子 役
- ゆずれない夜（1996年、フジテレビ系） - 上島滝子 役
- 月曜ドラマスペシャル「和装デザイナー探偵 奥飛騨平家伝説殺人事件」（1997年、TBS系） - 緑川冴子 役
- ストーカー 逃げきれぬ愛（1997年、日本テレビ系） - 吉川智子 役
- 最高の食卓（1997年、テレビ朝日系） - 佐倉新子 役
- 月の輝く夜だから（1997年、フジテレビ系） - 山野ユリ 役
- サントリーミステリースペシャル 「風よ、撃て」（1997年、テレビ朝日系） - 大竹芳美 役
- まかせてダーリン（1998年、TBS系） - 八木下彩 役
- 愛、ときどき嘘（1998年、日本テレビ系） - 園田郁美 役
- 外科医・夏目三四郎（1998年、テレビ朝日系） - 中村理恵 役
- お水の花道（1999年、フジテレビ系） - まゆみ（澤田真由美） 役
- 時代劇ロマン 柳橋慕情（2000年、NHK） - おもん 役
- 愛は正義（2001年、テレビ朝日系） - 小池麗子 役
- 金田一少年の事件簿「魔術列車殺人事件」（2001年、日本テレビ系） - マーメイド夕海 役
- 最後の家族（2001年、テレビ朝日系）
- 浅草キッドの「浅草キッド」（2002年、スカイパーフェクTV!）
- ケータイ刑事 銭形愛 （2003年、BS-i） - 第17話「相手が必ず死ぬ女 〜お見合い殺人事件〜」 - 千家綾子 役
- 火曜サスペンス劇場 軽井沢ミステリー3 春待ち人（2003年、日本テレビ系） - 河合雪乃 役
- 土曜ワイド劇場 火災調査官・紅蓮次郎2 （2003年、テレビ朝日系） - 藍沢美佐 役
- 月曜ミステリー劇場 ホステス探偵危機一髪5 （2003年、TBS系） - 千春 役
- 連続テレビ小説 天花（2004年、NHK） - 吉野彩子 役
- ドラマ30 冗談でしょッ!離婚予定日（2004年、CBC=TBS系） - 日野原玲子 役
- 月曜ミステリー劇場 名探偵キャサリン14 旅芸人一座殺人事件（2004年、TBS系） - 小夜 役
- 土曜ワイド劇場 救急救命士・牧田さおり3 （2004年、テレビ朝日系） - 結城和江 役
- 月曜ミステリー劇場 カードGメン・小早川茜8（2005年、TBS） - 川島由香里 役
- 恋する日曜日（セカンドシーズン） 第10話「Baby Baby」（2005年、BS-i） - 主演・三浦志摩子 役
- こちら本池上署（2005年） - 江口正江 役
- 金曜プレステージ 浅見光彦シリーズ24 鯨の哭く海（2006年、フジテレビ系） - 柴田亜希子 役
- 土曜ワイド劇場 東京駅お忘れ物預り所（2007年、テレビ朝日系） - 里村千秋 役
- 月曜ゴールデン ベビーシッターの危険な好奇心（2007年11月12日、TBS系） - 南条真弓 役
- 愛の劇場40周年記念番組「ラブレター」（2008年11月 - 2009年2月、TBS） - 田所遙 役
- わたしが子どもだったころ 第70回 武田双雲（2009年4月1日、NHK BS hi） - 武田双葉 役
- 土曜ワイド劇場 西村京太郎トラベルミステリー55 （2010年、テレビ朝日系） - 木下伊沙子 役
- 水曜ミステリー9 ホテルGメン 具志堅陽子の殺人推理2（2014年7月23日、テレビ東京系） - 中嶋由美 役
- 金曜プレステージ 潔癖クンの殺人ファイル（2014年9月26日、フジテレビ系） - 野村奈緒美 役
- テレビ東京開局50周年特別企画 松本清張 黒い画集-草-（2015年3月25日、テレビ東京） - 井原綾子 役
- 土曜ワイド劇場 新・ヤメ検の女6（2015年11月7日、朝日放送・テレビ朝日系） - 牛島里美 役
- プレミアムドラマ 鴨川食堂 第2話（2016年1月17日、NHK BSプレミアム） - 廣瀬須也子 役
- プレミアムよるドラマ 初恋芸人（2016年、NHK BSプレミアム） - 鈴木亜矢子 役
- 金曜プレミアム 十津川警部10（2016年7月29日、フジテレビ） - 桐野涼子 役
- 月曜名作劇場 信濃のコロンボ3（2016年11月14日、TBS系） - 畑野恭子 役
- プレミアムドラマ 山女日記〜女たちは頂を目指して〜 第5話（2016年12月4日、NHK BSプレミアム） - 天野美幸 役
- 東京タラレバ娘 第8 - 最終話（2017年3月8日 - 22日、日本テレビ） - 竹内加奈子 役
- 特捜9スペシャル（2019年4月7日、テレビ朝日） - 三戸涼香 役

### バラエティー
- 桜っ子クラブ（テレビ朝日系）
- 水着でKISS ME（テレビ東京）
- IDOLアイドル（日本テレビ系）

他多数

### 映画
- 82分署（1995年） - 主演・火野三夏 役
- 月光の囁き（1999年） - 北原静香 役
- フリーズ・ミー（2000年） - 主演・山崎ちひろ 役
- 銀の男　青森純情篇（2002年） - 主演・平井美和 役
- 新・仁義の墓場（2002年） - 今村陽子 役
- 修羅のみち9（2004年） - 観音寺牡丹 役
- 怪談新耳袋劇場版「重いッ!」（2004年8月） - 主演
- MAZE（2005年） - 堂本好子 役
- デコトラの鷲4 愛と涙の男鹿半島（2007年） - 榊田真利江 役
- ポチの告白（2009年） - 竹田千代子 役
- ヌードの夜/愛は惜しみなく奪う（2010年） - 田中桃 役
- GONIN サーガ（2015年） - 久松安恵 役

### ラジオ番組
- 井上晴美 Fun Fun Cruise（1993年 - 1995年、TOKYO FM系列）
- MBSヤングタウン（MBSラジオ）

### CM
- 日本みかん果汁農協
- 九州石油
- ジェムケリー
- ノーリツ鋼機
- カルビーさやえんどう
- 日本コカ・コーラ「アクエリアス」市街版・マラソン版（1996年）

### 舞台
- テングメン（2006年）
- ROCK MUSICAL BLEACH The Dark of The Bleeding Moon（2006年） - 松本乱菊 役
- ROCK MUSICAL BLEACH DX（2008年3月） - 松本乱菊 役
- ROCK MUSICAL BLEACH the LIVE “卍解SHOW code:003” - 松本乱菊 役 ※2010年東京公演のみ出演

### インターネット配信
- 「井上晴美/アイドルから女優転身で丸刈りヘアヌード/結婚で移住も熊本地震で家が全壊ホームレス…」（街録ch〜あなたの人生、教えて下さい〜、2022年10月16日、YouTube番組）

## ディスコグラフィー
- ふりむかないで（1991年6月12日、ハミングバード） - 作詞：岩谷時子、作曲：宮川泰（ザ・ピーナッツのヒット曲のカバー）
  - C/W：真赤な太陽（美空ひばりのヒット曲のカバー）
- イヴの誘惑 Für Elise（1991年10月9日、ハミングバード） - 作詞：水野有平、作曲：ベートーベン
  - C/W：虹色の湖（中村晃子のヒット曲のカバー）

## 写真集
- COME ON（1992年4月、ワニブックス、撮影：小沢忠恭）ISBN 4847022556
- RAPTURE（1993年5月、ワニブックス、撮影：井ノ元浩二）ISBN 4847023234
- DUNE（1994年3月、スコラ、撮影：宮澤正明）ISBN 4796201572
- FOXY（1995年11月、ワニブックス、撮影：稲葉元） ISBN 4847024109
- 井上晴美 PART1(YOUNG SUNDAY PHOTO MOOK SERIES SaRu)（1997年2月、小学館、撮影：藤田修平）ISBN 978-4091011923
- LIVE（1999年9月、幻冬舎、撮影：篠山紀信）ISBN 4877283307